# 保达柳
保达柳是巴西伯南布哥州的一个市镇。总面积270.35平方公里，总人口47521人，人口密度175.8人/平方公里。